# قارب مطاطي
القارب المطاطيّ هو قارب خفيف الوزن مصنوع من أنابيب من المطاط مرنة تحتوي على غاز مضغوط لتشكيل جوانبه ومقدمته (القوس). القوارب الصغيرة من هذا النوع، تكون ذات قاع وهيكل مرن. أما في القوارب التي يتعدي طولها 3 أمتار يتكون القاع غالباً من ثلاث إلي خمسة ألواح من رقائق الخشب أو الألمونيوم الصلبة التي تثبت بين الأنابيب لكن لا تتصل ببعضها بقوة. في أغلب الأحيان، تكون العارضة الخفلية صلبة وتوفر مكان وهيكل لتركيب محرك خارجي. وهناك أنواع تستخدم المجاديف بدل من المحرك الخارجي وغالباً ما تكون صغيرة الحجم.